# Назар Стодоля (фильм, 1954)
«Назар Стодоля» — советский художественный фильм-спектакль, снятый в 1954 году на киностудии им. Довженко режиссёром В. Ивченко по одноименной драме Т. Г. Шевченко.
Премьера фильма состоялась 8 мая 1955 года.

## Сюжет
Сюжет построен на традиционном любовном треугольнике: красавица Галя, отважный крестьянский парень Назар Стодоля и злодей-отец Гали, сотник Хома Кичатый, который хочет выдать дочь за старого, но богатого полковника Молочая. Назару Стодоле, заручившемуся поддержкой своего верного друга Гната, удается победить сотника и под угрозой смерти заставить Хому отступиться от своих намерений.
Вместе с похищенной Галей счастливый Назар отправляется в Запорожскую Сечь начинать новую жизнь.

## В ролях
- Домиан Козачковский — Хома Кичатый,
- Таисия Литвиненко — Галя,
- Николай Зимовец — Назар Стодоля,
- Алексей Давиденко — Гнат Карый,
- Анна (Ганна) Босенко — Стеха,
- Владимир Максименко,
- С. Гринченко,
- Фаина Гаенко — Мотовилиха,
- Василий Яременко — кобзарь,
- В. Сухицкий — Прохор